# Utricularia vulgaris
Utriculaire commune, Utriculaire vulgaire
Espèce
Classification APG III (2009)
Statut de conservation UICN

 LC  : Préoccupation mineure
Utricularia vulgaris, l’utriculaire commune ou utriculaire vulgaire, est une espèce de plantes à fleurs de la famille des Lentibulariacées. C’est une plante carnivore aquatique d’eau douce herbacée hermaphrodite flottante qui occupe les milieux pauvres en nutriments de la zone Holarctique. La plante mesure 15-35 cm de haut et fleurit en juin-août. La tige fleurie est dressée au-dessus de l'eau et les fleurs sont jaune d'or. Elle possède également des pièges appelés « utricules » mesurant en moyenne entre 1 et 6 mm de long, elles s’activent lorsqu’un organisme entre en contact avec un « poil déclencheur » situé sur la trappe.

## Étymologie
La plante tire son nom de ces « utricules » dont la dénomination provient du mot latin « utriculus » qui signifie « petite outre », un récipient généralement en cuir destiné à contenir un liquide comme le vin. Elle est également appelée plante-vessie de l’anglais « bladderwort » (bladder = vessie, wort= plante).

## Morphologie de la plante

### Appareil végétatif
Utricularia vulgaris possède une tige axiale donnant naissance à des axes secondaires qui possèdent tous des feuilles photosynthétiques alternes disposées en rosette, épineuses et très finement segmentées, elles sont regroupées par 3 ou 4. Dépourvue de racines, Utricularia vulgaris possède des « flotteurs », des vésicules remplies d’air et de mucus permettent à la plante de dériver en surface et de maintenir son système reproducteur émergé.

### Appareil reproducteur
L’inflorescence est composée d’un racème simple de 3 à 4 fleurs longues de 15 et 18 mm posées sur une longue hampe florale brun rouge. Le calice est rouge brun à lobe supérieur ovale-lancéolé et possède un lobe inférieur large, ovale et échancré. Deux étamines sont insérées sur la corolle jaune vif qui est bilabiée à lèvre supérieure entière, le palais est étroit, et strié d’orange.

La plante a des dimensions comprises entre 50 cm et 1,50 m, elle entre en sénescence par son côté inférieur, lorsque la zone en sénescence atteint une branche axiale elle se fragmente.

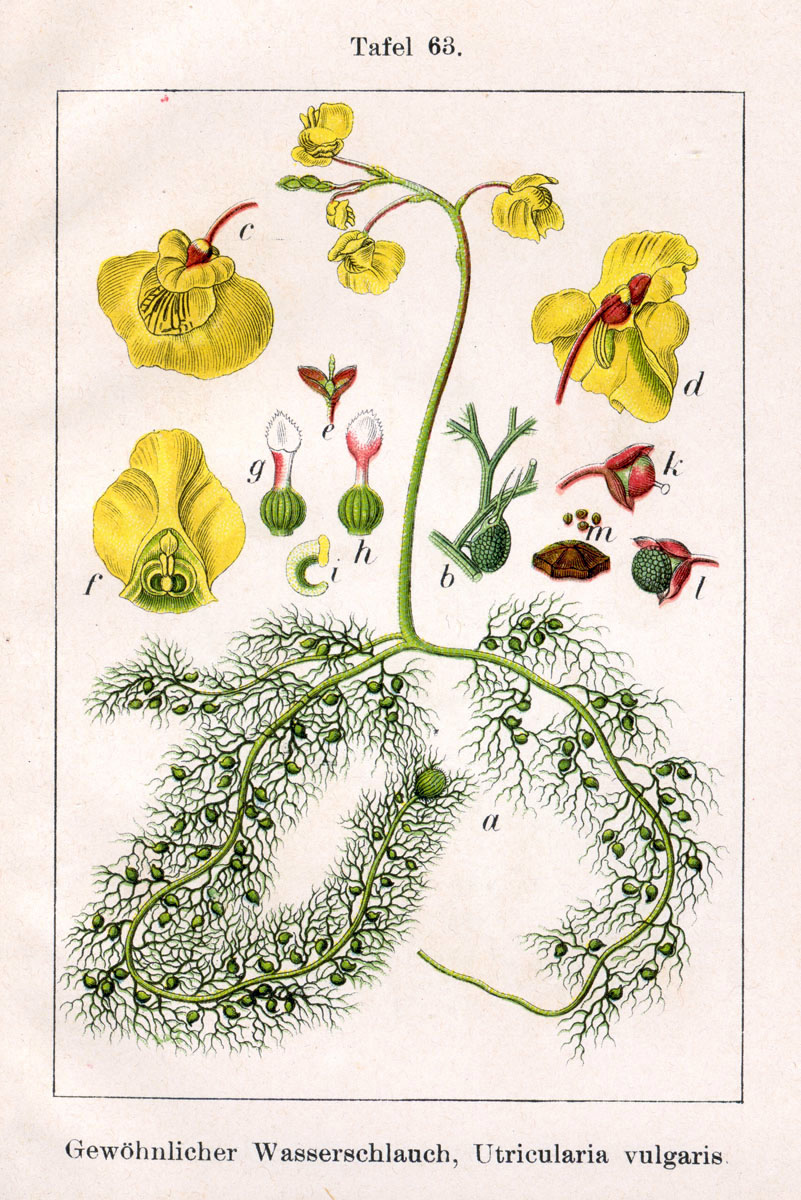
Dessin d'Utricularia vulgaris.
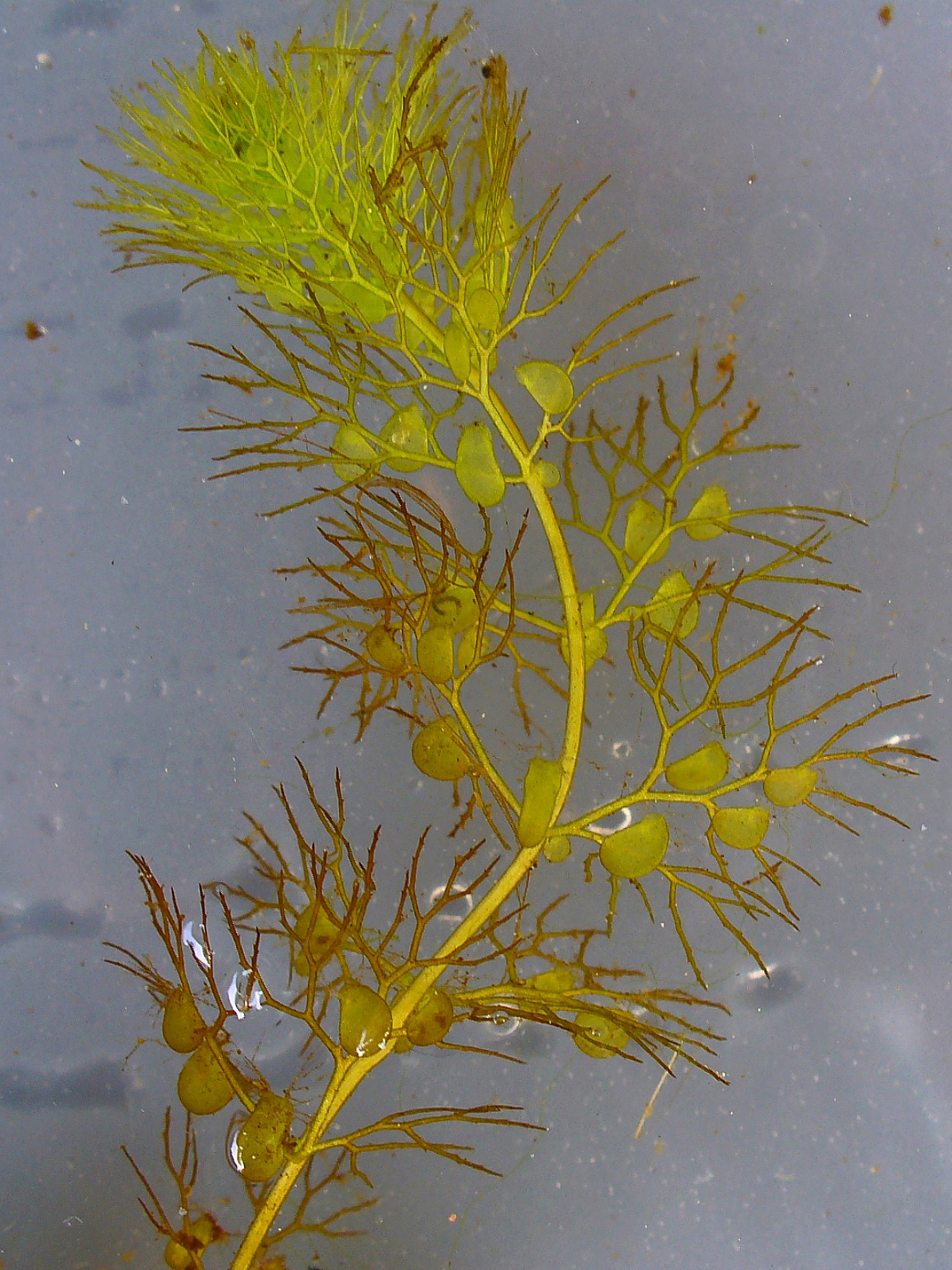
Rameau portant des utricules.
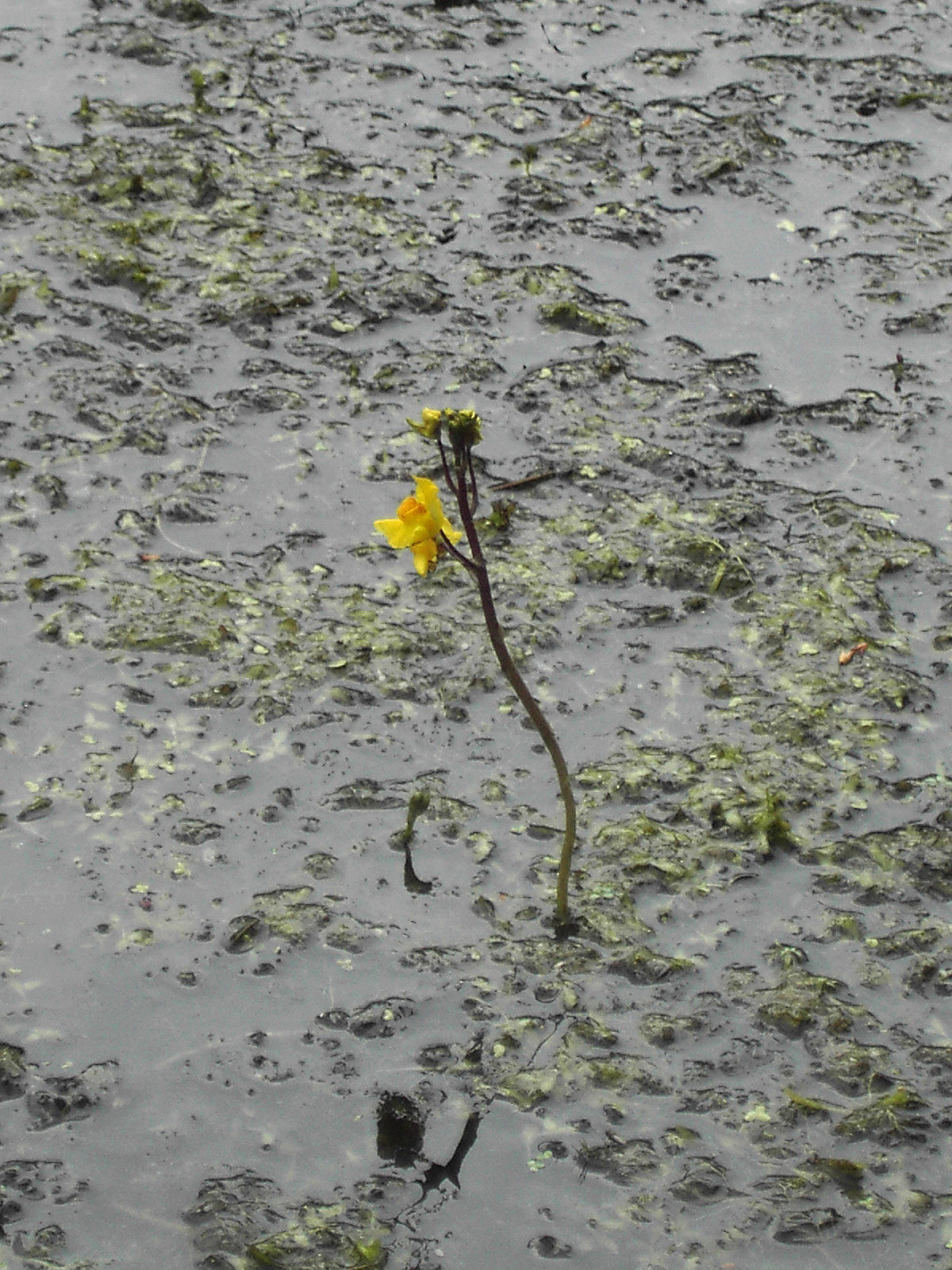
Inflorescence.
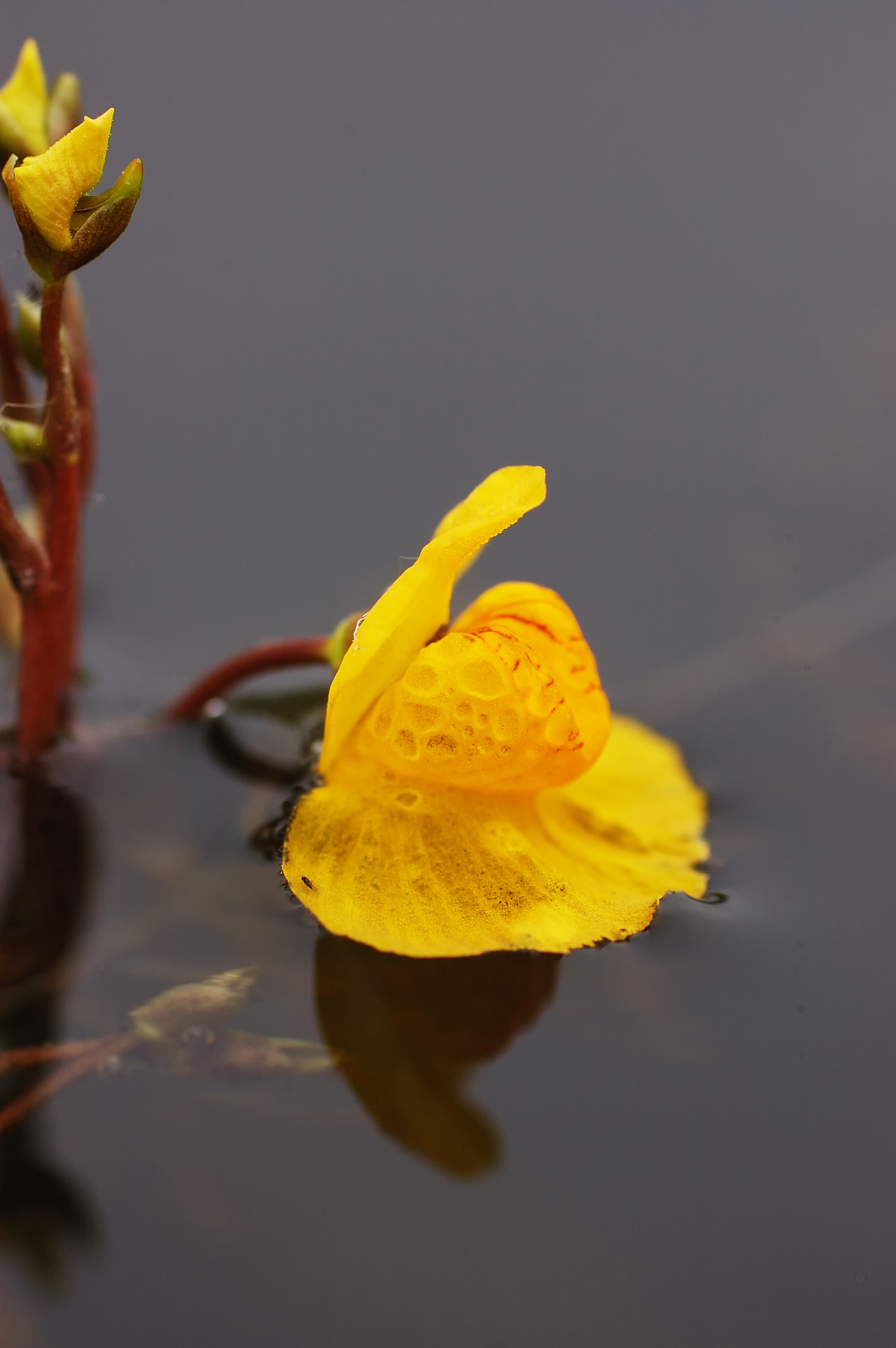
La fleur.
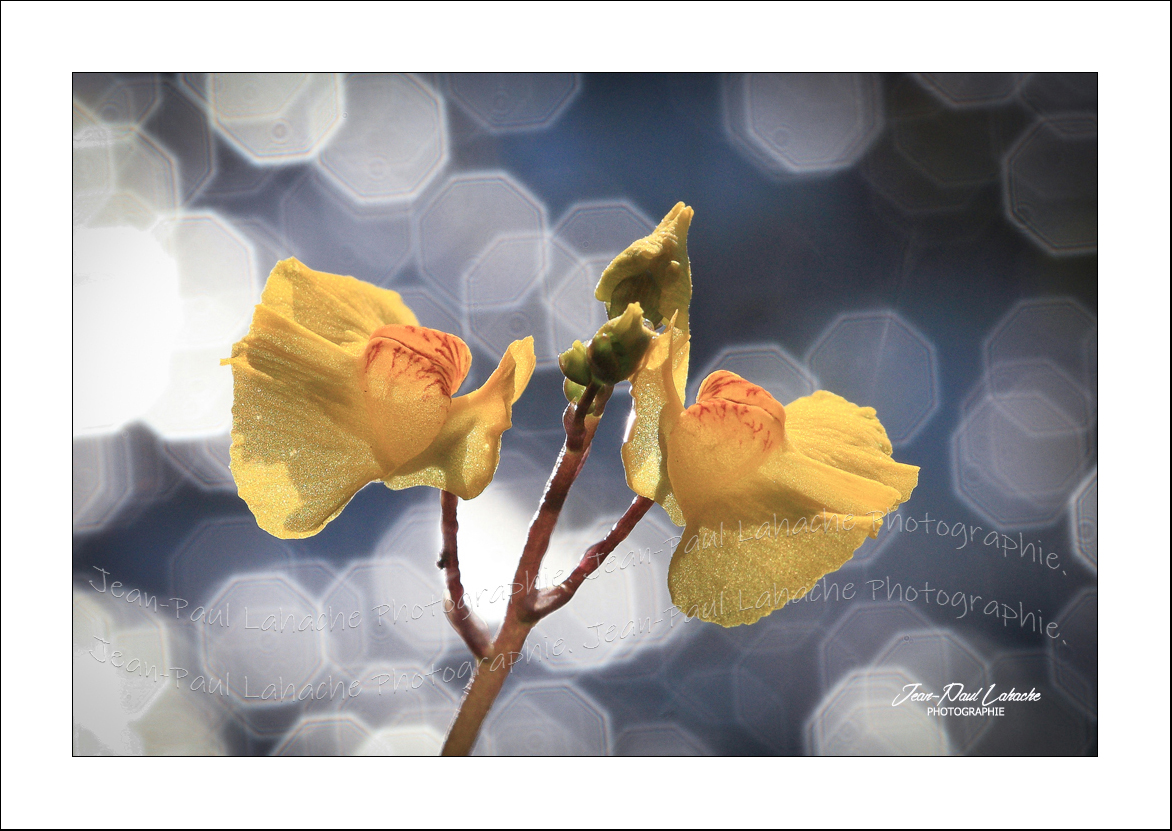
Utriculaire commune

## Fonctionnement du piège
Les trappes, présentes par centaines, proportionnellement aux besoins en nutriments de la plante, sont d’origine foliaire. Elles sont constituées de parois élastiques épaisses de deux couches de cellules et sont munies d’un « clapet ». Elles présentent 2 types de glandes. Tout d’abord les glandes quadrifides éparpillées sur l’ensemble de la surface interne qui ont pour but de sécréter les enzymes digestives et de réabsorber les nutriments, suivies des glandes bifides situées près du clapet de la trappe qui, elles, ont pour rôle d’évacuer l’eau en dehors des outres de manière à créer la dépression qui sera à l’origine de l’activation de la trappe .
Le piège est initialement maintenu à une pression négative proche de 0,86 bar ce qui lui donne une forme concave. Des pompes évacuent activement les ions vers l’extérieur de manière à chasser l’eau de la trappe. Lorsque le poil déclencheur entre en contact avec un organisme, la trappe s’ouvre soudainement (uniquement vers l’intérieur), permettant à la vessie de regagner une forme convexe ce qui cause une dépression entraînant l’eau avoisinante et les organismes qui y nagent, à l’intérieur du piège. La trappe se referme et l’organisme est condamné. La trappe capture principalement de petits organismes faisant la plupart partie du zooplancton dont la taille avoisine les 0.5-2 mm de long. Les utricules prélèvent les nutriments des organismes piégés tandis que les résidus plus durs (exosquelette chitineux ; coquille ;…)  encombrent le fond de celles-ci et s’accumulent sans jamais être évacués.

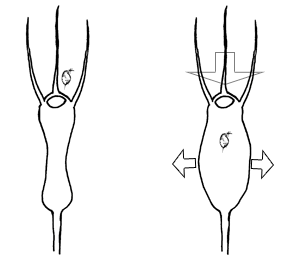
illustration du fonctionnement de la trappe

## Répartition et habitat
On retrouve des U.vulgaris un peu partout dans l’hémisphère nord dans les régions holarctiques (Amérique du Nord, Europe, Afrique du Nord, Asie). Celles-ci ont juste besoin de suffisamment de lumière pour effectuer la photosynthèse mais pas trop sinon cela permettrait le développement d’algues filamenteuses qui la gêneraient dans sa croissance. Cette plante évolue dans des zones humides où la salinité de l’eau est moindre et un climat tempéré lui suffit. Elle vit dans des eaux libres et ouvertes très pauvres en nutriments, tels que les marécages et les tourbières. Elle va compenser ce manque de nutriments par la consommation d’insectes comme source principale de phosphore mais également d’azote et de carbone, ce qui en fait un producteur primaire mais également un carnivore.

## Cycle de vie et reproduction[2]

### Turions
Les utriculaires forment des sortes de bourgeons appelés « turions ». Ceux-ci sont différents des bourgeons normaux car ils n’ont pas d’écailles gemmaires et pas de tissus de protection. Ces structures sont très denses et coulent aisément au fond de l’eau où elles observent une période de dormance pendant l’hiver. Une fois que les conditions redeviennent optimales (température et nutriments qui augmentent) alors les turions « débourrent » et une nouvelle plante va commencer à croître. Cette croissance est extrêmement rapide car ses cellules s’allongent par turgescence et l’eau est présente en abondance dans son milieu. Cependant, la plante pratique également la reproduction sexuée, ce qui permet de produire des graines avec des nouveaux génotypes afin de  s’adapter à des environnements changeants et coloniser d’autres cours d’eau.

### Pollinisation
Les fleurs jaunes de la plante attirent les insectes pollinisateurs par leur couleur vive mais également par un éperon de nectar penchant vers le bas. Ses principaux pollinisateurs sont les abeilles (Apis mellifera). Quand une abeille entre dans la fleur, dont le stigmate est séparé en deux parties, son poids tire sur le pétale inférieur qui permet à la fleur de s’ouvrir comme une bouche. L’abeille descend ensuite jusqu'au bout de l’éperon de nectar en passant par le stigmate. Si l’abeille a déjà visité une autre fleur, les deux morceaux du stigmate se referment afin de capter le pollen laissé par l’abeille. Ceci a deux avantages pour la plante :
-  Cela permet de collecter le pollen présent sur l’abeille avant que celle-ci ne remonte par les étamines car sinon la fleur risque l’auto-fécondation.
-  Elle peut maintenir le pollen dans l’ovaire humide afin de le protéger avant qu’il ne féconde l’ovule
Si l’abeille n’a pas pollinisé la fleur, les deux parties du stigmate restent ouvertes, on peut donc facilement distinguer les fleurs pollinisées des autres.

### Germination
Les graines d’Utricularia vulgaris germent au printemps et leur germination peut prendre deux mois.

## Interactions

### Alimentation
La plante prélève l’eau, le CO2 et les minéraux directement à partir de son environnement grâce à sa surface foliaire importante. On estime qu’Utricularia prélève près de 50 % de l’azote nécessaire à sa survie par le biais de son activité carnivore. Cependant cette activité est également coûteuse en énergie : la synthèse d’enzyme, l’activation de la trappe et la faible concentration en cellules photosynthétiques qui occupent les parois des utricules sont des facteurs qui peuvent potentiellement contribuer à affaiblir la plante. Il faut donc un équilibre entre le nombre de trappes produites et les besoins en nutriments.

### Interactions avec le milieu
L’Utricularia sert souvent d’abri pour les organismes assez petits pour s’y cacher et assez grands que pour ne pas se faire dévorer. Parmi eux, de petits crustacés comme les Gammares, certains rotifères et de petits poissons, elle sert également de nourriture pour ces derniers, surtout aux endroits où les plantes à racines ne savent pas se développer.

## Statut
Cette espèce est protégée dans de nombreuses régions de France.

## Sources, notes et références
- Adamec L. The smallest but fastest: Ecophysiological characteristics of traps of aquatic carnivorous Utricularia. Plant Signal Behav. 2011;6:640–6
- Darwin Charles. 1875. Insectivorous Plants. New York : D. Appleton

1. 1 2  Lubomír Adamec, « The smallest but fastest: ecophysiological characteristics of traps of aquatic carnivorous Utricularia », Plant Signaling & Behavior, vol. 6, no 5,‎ mai 2011, p. 640–646 (ISSN 1559-2324, PMID 21499028, PMCID PMC3172828, lire en ligne, consulté le 20 août 2017)
2. 1 2   (en) « Utricularia - The Bladderwort », sur botany.org (consulté le 18 juin 2019).
3. 1 2 3  (en) Kondo, Katsuhiko, Michiharu Segawa et Kunito Nehira, « Anatomical Studies on Seeds and Seedlings of Some Utricularia (Lentibulariaceae) », Brittonia 30, no 1,‎ 1er janvier 1978, p89–95 (DOI 10.2307/2806465).
4. ↑  Ernest G. Pringsheim and Olga Pringsheim, American Journal of Botany, Vol. 49, No. 8 (Sep., 1962), p. 898-901
5. ↑   Adamec L. The comparison of mechanically stimulated and spontaneous firings in traps of aquatic carnivorous Utricularia species. Aquatic Botany 94, no. 1 (January 2011): 44–49
6. ↑  « Utricularia vulgaris », sur dempstercountry.org (consulté le 10 avril 2023).
7. ↑  KIBRIYA, S. and IWAN JONES, J. (2007), Nutrient availability and the carnivorous habit in Utricularia vulgaris. Freshwater Biology, 52: 500–509. doi: 10.1111/j.1365-2427.2006.01719.x
8. ↑  Alkhalaf IA, Hübener T, Porembski S. “Prey spectra of aquatic Utricularia species (Lentibulariaceae) in northeastern Germany: The role of planktonic algae. Flora.” Flora - Morphology, Distribution, Functional Ecology of Plants 204, no. 9 (2009): 700–708.2009
9. ↑  « eFlore », sur Tela Botanica (consulté le 19 avril 2021)